# The Inner Man
The Inner Man – album nagrany przez amerykańskiego saksofonistę jazzowego Johna Coltrane'a i muzyków tworzących jego zespół.
Pierwsze trzy nagrania z albumu zrealizowano 10 lutego 1962 w nowojorskim klubie Birdland. Czwarte nagranie - „Body and Soul”, również pochodzi z Birdland, ale utwór został zarejestrowany 2 czerwca 1962. W 1977 nakładem wytwórni Vee Jay Records (UXP-88-JY) ukazał się w Japonii monofoniczny LP zatytułowany The Inner Man. Zdjęcia, projekt graficzny okładki autorstwa Katsuji Abe.
W 1982 ukazała się skrócona wersja tej płyty. Wydana została jako LP Live at Birdland featuring Eric Dolphy,
przez podległą Charly Records wytwórnię Affinity (AFF 79). Zmieniona została kolejność i skrócono czasy trwania wszystkich utworów. W 1986 ukazała się reedycja Affinity jako CD (Charly 68), a czas trwania utworów jest już zgodny z wydaniem japońskim. W 1996 ukazała się kolejna reedycja: wydanie Charly Records (LeJazz 58). 
Każde z ww. wydań otrzymało inną okładkę.

## Muzycy
- John Coltrane – saksofon sopranowy, saksofon tenorowy („Body and Soul”)
- Eric Dolphy – saksofon altowy, flet (1–3)
- McCoy Tyner – fortepian
- Jimmy Garrison – kontrabas
- Elvin Jones – perkusja

## Lista utworów
LP The Inner Man (Vee Jay)
Strona A
| 1. | "My Favourite Things" (muz. Richard Rodgers, sł. Oscar Hammerstein II)           | 18:48 |
|    |                                                                                  |       |
| 2. | "Body and Soul" (muz. Johnny Green, sł. Edward Heyman, Frank Eyton, Robert Sour) | 9:46  |
|    |                                                                                  |       |
|    |                                                                                  | 28:34 |
|    |                                                                                  |       |
Strona B
| 3. | "Mr. P.C." (muz. John Coltrane)   | 11:05 |
|    |                                   |       |
| 4. | "Miles Mode" (muz. John Coltrane) | 10:27 |
|    |                                   |       |
|    |                                   | 21:32 |
|    |                                   |       |
LP Live at Birdland featuring Eric Dolphy (Affinity)
Strona A
| 1. | "Mr. P.C."   | 6:57  |
|    |              |       |
| 2. | "Miles Mode" | 7:34  |
|    |              |       |
|    |              | 14:31 |
|    |              |       |
Strona B
| 3. | "My Favourite Things" | 10:36 |
|    |                       |       |
| 4. | "Body and Soul"       | 5:38  |
|    |                       |       |
|    |                       | 16:14 |
|    |                       |       |
CD Live at Birdland featuring Eric Dolphy (Affinity/Charly 68 i Charly LeJazz 58)
| 1. | "Mr. P.C."            | 11:08 |
|    |                       |       |
| 2. | "Miles Mode"          | 10:28 |
|    |                       |       |
| 3. | "My Favourite Things" | 18:47 |
|    |                       |       |
| 4. | "Body and Soul"       | 9:44  |
|    |                       |       |
|    |                       | 50:07 |
|    |                       |       |